# مات نابليون
مات نابليون (بالإنجليزية: Matt Napoleon)‏ (18 أغسطس 1977 بفيلادلفيا في الولايات المتحدة - ) هو لاعب كرة قدم أمريكي في مركز حراسة المرمى. شارك مع منتخب الولايات المتحدة تحت 20 سنة لكرة القدم ومنتخب الولايات المتحدة تحت 23 سنة لكرة القدم. أما مع النوادي، فقد لعب مع كولورادو رابيدز وكولومبوس كرو وميامي فيوشن ونادي دالاس وCharlotte Eagles ‏ وPortland Timbers (2001–2010) ‏ وGeneration Adidas ‏.

## وصلات خارجية
- مات نابليون على موقع الاتحاد الدولي (مؤرشف)  (الإنجليزية)
- مات نابليون على موقع الدوري الأمريكي (الإنجليزية)
- مات نابليون على موقع قاعدة بيانات كرة القدم.إي يو (الإنجليزية)
- مات نابليون على موقع أوليمبيديا (الإنجليزية)